# Бібік Надія Михайлівна
Бібік Надія Михайлівна (нар. 25 вересня 1948) — український педагог, головний науковий співробітник відділу початкової освіти Інституту педагогіки НАПН України, доктор педагогічних наук, академік Національної Академії педагогічних наук України (2003).

## Навчання
Надія Бібік народилася в 1948 році на Волині куди була переселена її родина з Холмщини внаслідок операції «Вісла». З 1955 по 1965 роки вчилась у школі. В 1972 році закінчила філологічний факультет (українське відділення) Київського державного педагогічного інституту імені О. Горького.

## Трудова діяльність
Н.Бібік почала працювати у 1972 році вчителькою української мови і літератури середньої школи № 190 м. Києва. Через чотири роки у 1976 р. вона перейшла на роботу до Науково-дослідного інституту педагогіки УРСР в лабораторію навчання і виховання дітей шестирічного віку.
Трохи згодом Надія Бібік очолила творчу групу з розробки змісту науково-методичного забезпечення, нового навчального предмета в початкових класах «Ознайомлення з навколишнім світом». Це був період масового переходу на систематичне навчання дітей із шестирічного віку.

## Наукова діяльність
Під керівництвом Н.Бібік було підготовлено навчально-методичний комплект з предмету «Ознайомлення з навколишнім світом», який витримав 11 видань. Після цього новий предмет трансформувався у суспільно-природничий курс «Я і Україна», який вивчають учні 1-4 класів загальноосвітніх навчальних закладів України.
У 1985 році Н.Бібік захистила кандидатську дисертацію на тему «Формування пізнавальних інтересів учнів шестирічного віку в процесі ознайомлення з навколишнім світом».
З 1993 по 1999 роки вона очолювала лабораторію початкового навчання Інституту педагогіки НАПН України.
А в 1999 році Н.Бібік захистила докторську дисертацію на тему «Формування пізнавальних інтересів молодших школярів» та була призначена проректором з наукової роботи Центрального інституту післядипломної педагогічної освіти. Цього ж року Н.Бібік обрано членом-кореспондентом Національної Академії педагогічних наук України.
В 2001 році — вона стає заступником директора з наукової роботи Інституту педагогіки НАПН України.
З грудня 2002 року Н.Бібік — дійсний член (академік) Національної академії педагогічних наук України. Довгий час очолювала відділення дидактики, методики та інформаційних технологій в освіті НАПН України.

### Науковий інтерес та досягнення
- Пошуки нових навчальних технологій, спрямованих на запобігання навчальному перевантаженню учнів молодшого шкільного віку 6-9 років.
- Інтегрування змісту складових шкільної освіти, як один із дидактичних шляхів оптимізації навчального процесу з метою активізації навчальної праці молодших школярів.

Н. Бібік є співавтором Концепції 12-річної школи і Державного стандарту загальної початкової освіти.
Член двох спеціалізованих рад із захисту докторських і кандидатських дисертацій, член редколегій ряду журналів: «Початкова школа», «Історія в школах України» тощо, очолює редакційну колегію журналу «Кроки до демократичної освіти».

## Перелік публікацій
- Бібік Н. Переваги і ризики запровадження компетентнісного підходу в шкільній освіті [Електронний ресурс] / Н. Бібік // Гірська школа Українських Карпат. — 2013. — № 8-9. — С. 26-30. — Режим доступу: http://nbuv.gov.ua/UJRN/gsuk_2013_8-9_12
- Бібік Н. М. Пізнавальний інтерес як умова суб'єктності навчання молодших школярів [Електронний ресурс] / Н. М. Бібік // Педагогічний дискурс. — 2011. — Вип. 10. — С. 53-56. — Режим доступу: http://nbuv.gov.ua/UJRN/peddysk_2011_10_13
- Бібік Н. М. Переваги і ризики запровадження компетентнісного підходу в шкільній освіті [Електронний ресурс] / Н. М. Бібік // Український педагогічний журнал. — 2015. — № 1. — С. 47-58. — Режим доступу: http://nbuv.gov.ua/UJRN/ukrpj_2015_1_8
- Бібік Н. Аналіз суперечностей у запровадженні компетентнісного підходу в шкільній освіті [Електронний ресурс] / Н. Бібік // Гірська школа Українських Карпат. — 2015. — № 12-13. — С. 44-47. — Режим доступу: http://nbuv.gov.ua/UJRN/gsuk_2015_12-13_27

## Нагороди
- Орден княгині Ольги III ступеня[3] (2017);
- Лауреат Державної премії України в галузі освіти (2011) за цикл цикл робіт «Нова початкова школа».